# 正午から3時まで
『正午から3時まで』（しょうごからさんじまで、From Noon till Three）は1976年のアメリカ合衆国の映画。
本作は、監督も務めるフランク・D・ギルロイ自身の小説『正午から3時まで』が原作である。

## あらすじ
強盗団の一人グラハム・ドーシーは銀行強盗実行前日、強盗に失敗する夢を見た。
翌日、馬に乗り町に向かったが途中でのっている馬がだめになってしまう。代わりの馬を探しに民家を訪ね、そこで未亡人のアマンダと出会う。アマンダは馬は一頭もいないと言ったが、ドーシーが調べると馬はいた。しかしドーシーは、強盗仲間に馬はいないと言い民家に残ることにする。残りの4人で強盗をしてくるという仲間を待つことになった。ドーシーはアマンダと関係を持とうとするがアマンダは拒んでいた。しかしだんだん惹かれあっていき、2人は恋人同士となった。
その後、ドーシーの仲間が強盗に失敗したという知らせを聞かされ、アマンダはドーシーに仲間を助けに行かせる。一方、ドーシーは助けるつもりはなく、休憩していた歯科医の服と換え身代わりにする。しかし、その歯科医の詐欺容疑で刑務所に入ることになった。アマンダは、ドーシーが死んだと思い落胆していた。そんな中、町の人が連れてきた小説家が2人の話を小説にしたいという。そして、その小説は世界中でベストセラーとなり一躍有名人となる。
その後、出所したドーシーはアマンダに会うために町に来るが...。

## キャスト
| 役名               | 俳優                    | 日本語吹替                                     |
| 役名               | 俳優                    | TBS版                                          |
| ------------------ | ----------------------- | ---------------------------------------------- |
| グラハム           | チャールズ・ブロンソン  | 森山周一郎                                     |
| アマンダ           | ジル・アイアランド      | 小沢寿美恵                                     |
| バック・バウワー   | ダグラス・V・フォーリー | 塩見竜介                                       |
| フォスター         | ハワード・ブルーナー    | 城山堅                                         |
| エイプ             | スタン・ヘイズ          | 大山高男                                       |
| ボーイ             | デモン・ダグラス        | 広瀬正志                                       |
| メキシコ人         | ヘクター・モラレス      | 緒方賢一                                       |
| コーディ・テイラー | マイケル・ルクレア      | 三ツ矢雄二                                     |
| サム               | デイヴィス・ロバーツ    | 叶年央                                         |
| エドナ             | ベティ・コール          | 巴菁子                                         |
| 不明 その他        |                         | 藤城裕士 塚田正昭 鳳芳野 山崎勢津子 江本はつみ |
| 日本語版スタッフ   |                         |                                                |
| 演出               | 演出                    | 伊達康将                                       |
| 翻訳               | 翻訳                    | 岩佐幸子                                       |
| 効果               |                         |                                                |
| 調整               | 調整                    | 山田太平                                       |
| 制作               | 制作                    | 東北新社                                       |
| 解説               | 解説                    | 荻昌弘                                         |
| 初回放送           | 初回放送                | 1981年3月2日 『月曜ロードショー』              |

※日本語吹替はDVD収録。当初は正味70分の音源しか現存していなかったが、一般視聴者から93分の録音カセットの提供がありそちらが収録されることになった。なお2025年現在ではテレビ版吹替の録画・録音を一般視聴者から募集してDVD・Blu-rayに収録することは普通に行われるようになったが当時はまだ珍しかったため業界の一部からは呆れられたという。

## スタッフ
- 監督・脚本・原作：フランク・D・ギルロイ
- 製作：M・J・フランコヴィッチ、ウィリアム・セルフ
- 撮影：ルシアン・バラード
- 音楽：エルマー・バーンスタイン
- 編集：モーリー・ワイントローブ